# Paracles thursbyi
Paracles thursbyi là một loài bướm đêm thuộc phân họ Arctiinae, họ Erebidae.